# Catherine Ferry

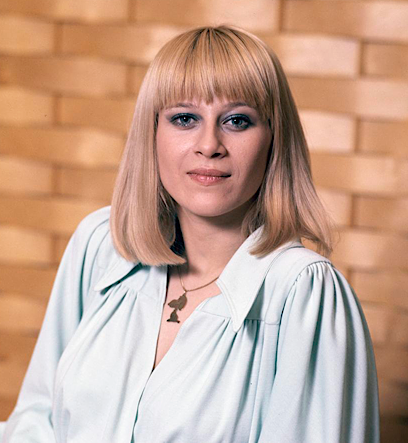
Catherine Ferry (1976)

Catherine Ferry (* 1. Juli 1953) ist eine französische Sängerin.

## Leben und Wirken
Sie vertrat Frankreich beim Eurovision Song Contest 1976 in Den Haag mit dem rhythmischen Chanson 1, 2, 3 und wurde Zweite mit 147 Punkten.
Kurz darauf erschien ihr Debüt-Album sowie einige Singles. Sie arbeitete hauptsächlich mit Daniel Balavoine zusammen, der fast 30 Stücke für sie schrieb. Ab Anfang 1990 zog sich Catherine Ferry vom Showgeschäft zurück und wurde Mutter. 2010 erschien jedoch noch einmal ein Album mit ihren alten Stücken, außerdem war 1, 2, 3 in dem Film Das Schmuckstück von François Ozon zu hören.

## Diskografie
Alben
- 1977: Catherine Ferry
- 1984: Catherine Ferry (Vivre avec la musique)
- 2010: Le meilleur des années Balavoine

Singles
- 1975: Julia mon cœur / Chanson pour toi
- 1976: 1, 2, 3 / Petit Jean
- 1976: Ma chanson d’amour / Petit Jean
- 1977: Mélodie bleue / Une histoire d’amour
- 1977: J’ai laissé le bon temps rouler / Pour tous ceux qui t’aiment
- 1978: J’imagine / Le chanteur anglais
- 1979: Dis goodbye à ton goodboy / Baxter
- 1980: Tu es mon ennemi / Maman vit avec les animaux
- 1982: Bonjour Bonjour / Il est en retard
- 1983: Grandis pas / Pourquoi pas
- 1984: Vivre avec la musique / Un homme tout perdu
- 1984: Prends tout ce qu’on te donne / Raté
- 1986: Quelqu’un quelque part / Ce matin
- 1989: Manille / Rendez-vous
- 2010: Petit Jean — nouvelle version acoustique